# بيت العز (مسلسل)
بيت العز مسلسل دراما اجتماعية سوري صدر في 2003، ويقع في 23 حلقة.
جرت عمليات التصوير في أماكن متعددة من مدينة دمشق وريفها، وهو من تأليف عبد النبي حجازي وإخراج غسان باخوس في أول لقاء بين الكاتب والمخرج في عمل من إنتاج التلفزيون السوري.

## قصة المسلسل
تدور أحداث مسلسل بيت العز في الفترة الراهنة وهناك عودة في عدد من المشاهد إلى الأربعينيات، وتبدأ وقائعها في غوطة دمشق لتختتم في دبي الخلابة. ويتمحور المسلسل حول أحد أشخاص القرية الذي هاجر لفترة من الزمن خارج بلده بحثا عن الرزق والدخل الجيد، ولكنه يعود بعد ذلك إلى مسقط رأسه حيث قرية آبائه وأجداده، ولكن أفراد عائلته وأقرباءه يعاملونه بطريقة سيئة ظنا منهم أنه عاد ليتقاسم معهم الورثة والأملاك.

## الممثلون
- عباس النوري
- عبد الرحمن آل رشي
- منى واصف
- لورا أبو أسعد
- نضال نجم
- ميلاد يوسف
- سلافة معمار
- سحر فوزي
- ناصر الجعوني
- أسعد فضة